# Jelonek Przemkowski
Jelonek Przemkowski este o arie protejată (sit de importanță comunitară — SCI) din Polonia întinsă pe o suprafață de 62,64 ha, integral pe uscat.

## Localizare
Centrul sitului Jelonek Przemkowski este situat la coordonatele 51°30′59″N 15°51′26″E / 51.5164°N 15.8572°E.

## Înființare
Situl Jelonek Przemkowski a fost declarat sit de importanță comunitară în octombrie 2009 pentru a proteja 2 specii de animale.

## Biodiversitate
Situată în ecoregiunea continentală, aria protejată conține 1 habitat natural: Păduri acidofile de stejar bătrân cu Quercus robur pe câmpii nisipoase.
La baza desemnării sitului se află mai multe specii protejate de  nevertebrate (2): rădașcă (Lucanus cervus), Osmoderma eremita.